# حفل توزيع جوائز الغولدن غلوب التاسع والستون
'حفل جوائز الغولدن غلوب التاسع والستون'

15 يناير، 2012
فيلم - دراما: 

'''الأحفاد'''
فيلم - موسيقي أو كوميدي: 

'''الفنان'''
مسلسل تلفزيوني - دراما: 

'''أرض الوطن'''
مسلسل تلفزيوني - موسيقي أو كوميدي: 

'''العائلة الحديثة'''
مسلسل تلفزيوني قصير أو فيلم تلفزيوني:

'''داونتون آبي'''
حفل جوائز الغولدن غلوب التاسع والستون (بالإنجليزية: 69th Golden Globe Awards)‏ هو حفلٌ أُقيم لتكريم أفضل الأفلام والبرامج التلفزيونية الأمريكية في 2011. أُقيم الحفل في 15 يناير 2012 في فندق بيفرلي هيلتون في بيفرلي هيلز، كاليفورنيا وعُرض على الهواء مباشرة على NBC وDubai One وMBC4 في الشرق الأوسط وشمال أفريقيا. قدّم الحفل الممثل ريكي جيرفيه. قام يوشيكي هاياشي قائد فرقة إكس جابان اليابانية بتلحين موسيقى الحفل. أُعلنت الترشيحات في 15 ديسمبر، 2011 بواسطة وودي هارلسون، وصوفيا فيرغارا، وجيرارد بتلر ورشيدة جونز.
الأكثر فوزاً في الحفل كان الفيلم الصامت الفنان الذي فاز بثلاثة جوائز وفيلم الأحفاد بحائزتين. المسلسل التفزيوني أرض الوطن فاز أيضًا بجائزتين.

## الأكثر فوزاً

### الأفلام
- 3 – الفنان
- 2 – الأحفاد

### التلفزيون
- 2 – أرض الوطن

## مقدمو الحفل
- جيسيكا ألبا
- تشانينج تيتوم
- أنتونيو بانديراس
- سلمى حايك
- كيت بيكينسيل
- سيث روغن
- جيسيكا بيل
- مارك والبيرغ
- إيميلي بلنت
- بيرس بروسنان
- جيرارد بتلر
- ميلا كونيس
- جورج كلوني
- برادلي كوبر
- ملتم جومبول
- جوني ديب
- روبرت داوني جونير
- جيمي فالون
- آدم ليفين
- تينا فاي
- جين لنتش
- كولين فيرث
- جين فوندا
- هاريسون فورد
- سارة ميشيل غيلار
- بايبر بيرابو
- جيك جيلنهال
- داستين هوفمان
- فيليستي هوفمان
- ويليام ميسي
- أنجلينا جولي
- نيكول كيدمان
- كلايف أوين
- أشتون كوتشر
- إيل ماكفيرسون
- كوين لطيفة
- روب لوو
- جوليان مور
- مادونا
- ميليسا مكارثي
- بولا باتون
- إيوان مكريغور
- كاثرين ماكفي
- ديبرا ميسينغ
- ميشيل فايفر
- فريدا بينتو
- براد بيت
- سيدني بواتييه
- هيلين ميرين
- ناتالي بورتمان
- ريس ويذرسبون

## وصلات خارجية
- حفل توزيع جوائز الغولدن غلوب التاسع والستون على موقع IMDb (الإنجليزية)

- الموقع الرسمي.
- حفل توزيع جوائز الغولدن غلوب التاسع والستون في قاعدة بيانات الأفلام على الإنترنت.